# Victor Orsel
André Jacques Victor Orsel (Oullins, 25 mei 1795 - Parijs, 1 november 1850) was een Franse kunstenaar die voornamelijke religieuze schilderijen maakte. 

## Biografie
Orsel groeide op in een koopmansfamilie uit de Dauphiné. Hij was een leerling van Pierre Révoil aan de École nationale supérieure des beaux-arts de Lyon en later van Pierre-Narcisse Guérin in Parijs. Toen Guérin in 1822 werd benoemd tot directeur van de Académie de France à Rome, ging Orsel met hem mee. Hij verbleef daar tot 1830 en raakte betrokken bij de Nazareners en voegde zich bij de Duitse schilder Friedrich Overbeck en zijn entourage. De invloed van de nazareners is herkenbaar in de kunst van Orsel, die decoratief is en daarom zeer geschikt voor architectonische versiering. Ook werd hij beïnvloed door de kunst van de Italiaanse primitieven, zijn werk wordt om die reden, ondanks de afwezigheid van deze artistieke beweging in zijn land, ook wel gezien als een Franse vertegenwoordiger van de prerafaëlieten.
Na zijn terugkeer naar Parijs kreeg hij de opdracht om samen met zijn vriend Alphonse Périn om de Notre-Dame-de-Lorette te decoreren. Met behulp van de techniek wasschilderen bracht hij in de kapel van de Heilige Maagd diverse fresco's aan. Verdeeld over zestig schilderijen heeft hij de litanie van de heilige Maagd Maria uitgebeeld. In totaal wijdde hij zijn laatste zeventien jaar van zijn leven aan dit project.
Een bekend werk van Orsel is Le Bien et le Mal (Het goed en het kwaad) uit 1832. Het schilderij op een enkel paneel verteld twee beeldverhalen: een die goed afloopt en een die slecht afloopt. 
Orsel was ook een leermeester voor veel kunstenaars, zijn leerlingen waren onder andere Louis Janmot en Gabriel Tyr

## Galerij

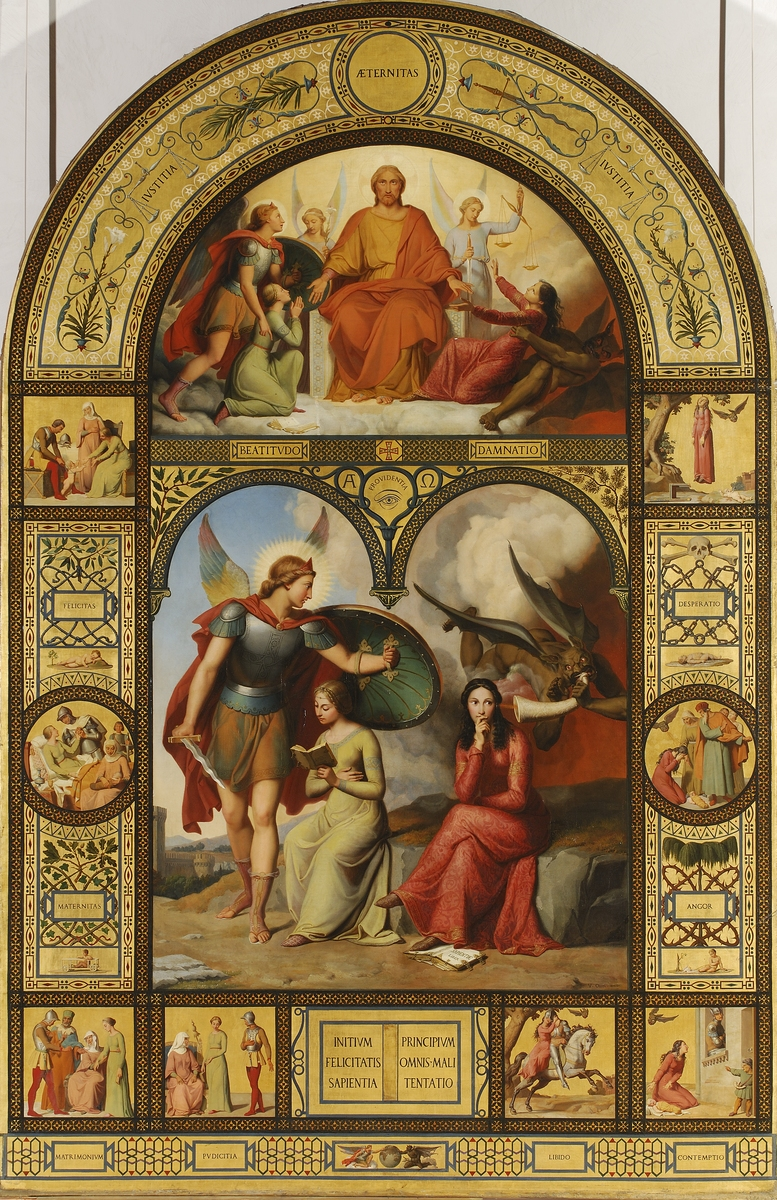
Le Bien et le Mal (1832), Musée des Beaux-Arts de Lyon
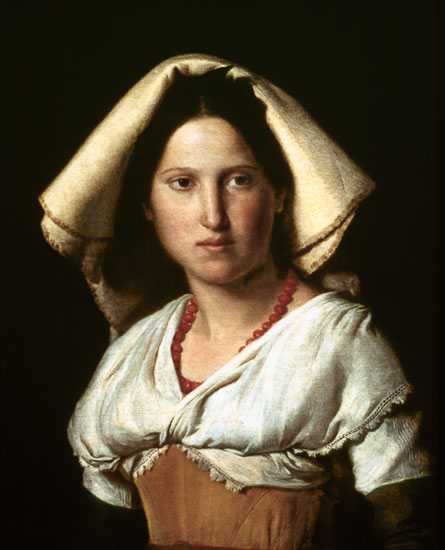
Portret van Vittoria Caldoni, Musée des Beaux-Arts de Lyon
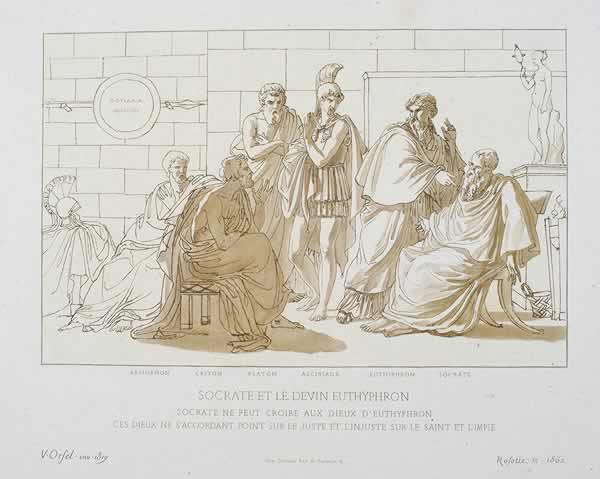
Socrate et Euthyphron, Bowes Museum
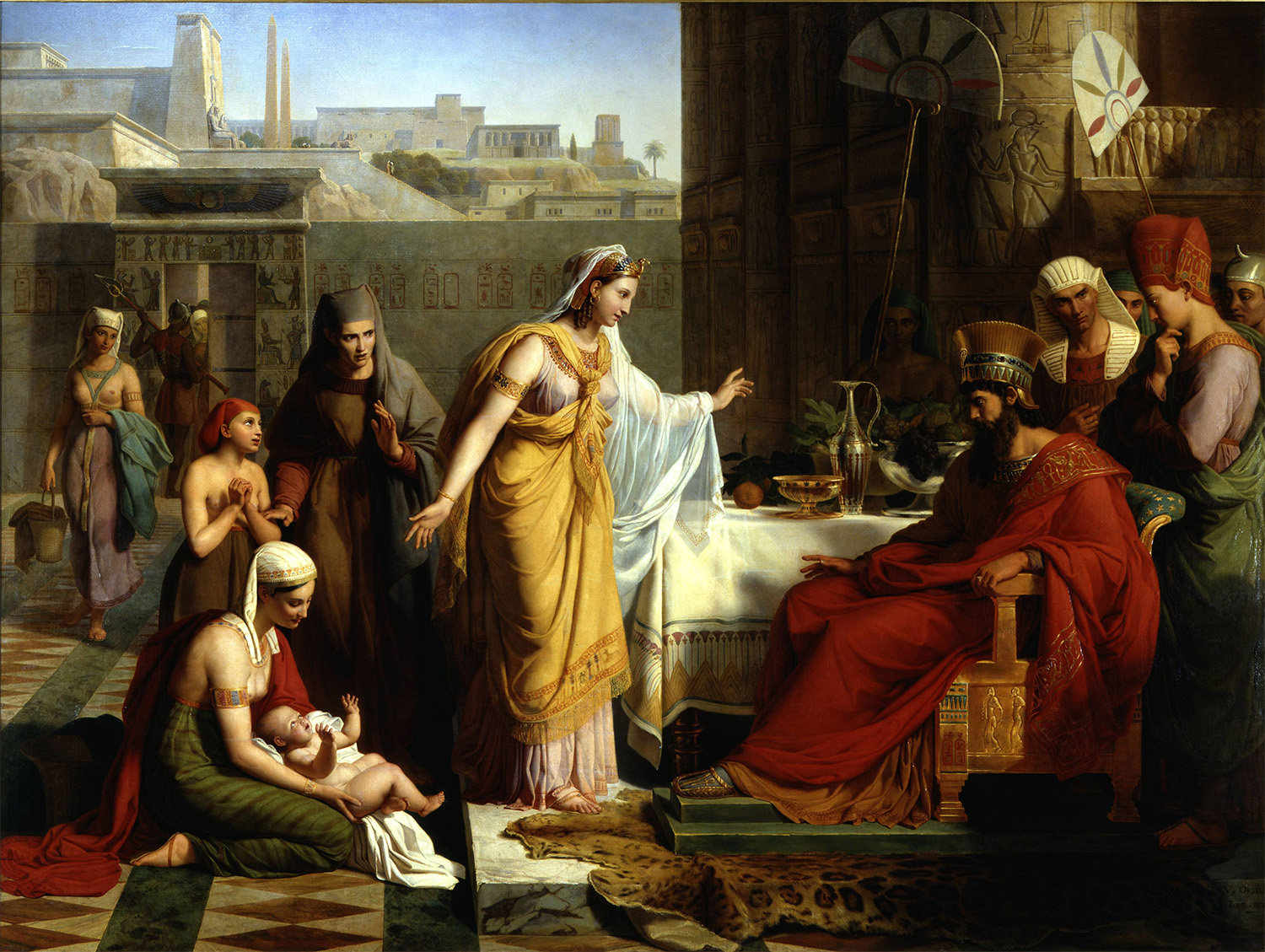
Moïse enfant présenté à Pharaon (1830), Musée des Beaux-Arts de Lyon

## Trivia
In 1953 maakte Pablo Picasso een afgeleide litho van het portret van Vittoria Caldoni, geschilderd door Orsel.
- Bibliothèque nationale de France: cb13564733j (data)
- Gemeinsame Normdatei: 121887863
- International Standard Name Identifier: 0000 0000 6653 9886
- Library of Congress Control Number: no2009056287
- Nationale Bibliotheek van Tsjechië: xx0210845
- RKD-Nederlands Instituut voor Kunstgeschiedenis: 60972
- Système universitaire de documentation: 121645843
- Union List of Artist Names: 500009223
- Virtual International Authority File: 27232953
- WorldCat: E39PBJmdpJDqKwc6bDWFxqX8G3